# Anabella Hale
Anabella Isabel Hale Ruíz (20 de enero de 1983) es una modelo panameña y ganadora de un concurso de belleza. nació en Estados Unidos, también tiene ascendencia filipina. Fue elegida Miss Panamá internacional 2004 esto le dio la oportunidad de competir en el 44.º certamen Miss Internacional 2004 que se llevó a cabo en el Workers Indoor Arena, Beijing, China.

## Biografía
En 2003 participó en el Señorita Panamá 2003 donde quedó desplazada, ganadora del certamen para Jessica Rodríguez quien participó en el Miss Universo 2004 (quien a su vez no logró entrar a las semifinales de Miss Universo 2004).El 23 de enero de 2004 representó a Panamá en el certamen de belleza Miss Atlántico Internacional, además ganó el Mejor traje nacional y la pequeña Embajadora Internacional Mon-Por. compitió en el certamen nacional de belleza Miss Internacional Panamá 2004 (1.ª edición), y obtuvo el título de Miss Internacional Panamá. Representó a la provincia de Panamá Oeste.